# سنکا فالز (حوزه سرشماری)، نیویورک
سنکا فالز (به انگلیسی: Seneca Falls) یک منطقهٔ مسکونی در ایالات متحده آمریکا است که در شهرستان سنکا، نیویورک واقع شده‌است. سنکا فالز ۱۱٫۹ کیلومتر مربع مساحت و ۶٬۶۸۱ نفر جمعیت دارد و ۱۳۷ متر بالاتر از سطح دریا واقع شده‌است.